# مالكوم جاردين
مالكوم جاردين (8 يونيو 1869 بشيملا في الهند - 16 يناير 1947 بساوث كنزنغتون في المملكة المتحدة) (بالإنجليزية: Malcolm Jardine)‏ هو لاعب كريكت بريطاني (وحمل سابقاً جنسية المملكة المتحدة لبريطانيا العظمى وأيرلندا). لعب مع نادي مقاطعة ميدلسكس للكريكت ‏ وEuropeans cricket team ‏ ونادي مارليبون للكريكت ‏ ونادي الكريكت في جامعة أكسفورد ‏.